# Eusebio Ayala
Eusebio Ayala, né à Barrero Grande (es) le 14 août 1875 et mort à Buenos Aires le 4 juin 1942, est un enseignant, juriste et un homme d'État paraguayen, président de la République du 7 novembre 1921 au 1er avril 1923, puis du 15 août 1932 au 18 février 1936. Membre du Parti libéral radical authentique, il est président lors de la guerre civile paraguayenne de 1922-1923 (en) et lors de la guerre du Chaco, deux des plus importants conflits armés de l'histoire du Paraguay. 

## Biographie
Eusebio Ayala naît le 14 août 1875 à Barrero Grande (es) dans le centre-sud du pays. Diplômé en droit et en sciences sociales (1904), Ayala se consacre à l'enseignement. Il entre en politique en signant le manifeste du 4 juillet 1908. Entre 1908 et 1925, il est successivement ministre des Affaires étrangères, de la Justice, du Culte et de l'Instruction publique, puis des Finances. Il est également président de la Chambre des députés en 1912. Il représente le Paraguay à plusieurs conférences internationales et a dirigé deux revues : la Revista del Instituto Paraguayo et la Revista de Derecho y Ciencias Sociales.

### 1eprésidence de la République
Après la démission de Manuel Gondra le 31 octobre 1921, revient à son vice-président, Félix Paiva, la fonction de président de la République. Ce dernier, étant incapable de former un gouvernement vu les tensions politiques en cours, remet également sa démission quatre jours plus tard. Eusebio Ayala est donc désigné président provisoire par le Congrès le 7 novembre 1921.
Se déroule durant son mandat, la guerre civile paraguayenne (en), où son gouvernement est ébranlé par les partisans d'Eduardo Schaerer, représentant une autre faction du Parti libéral radical authentique (PL). Ceux-ci cherchent alors à organiser une élection présidentielle, ce que refuse le gouvernement d'Ayala. Les forces gouvernementales dirigées par Ayala sortent cependant vainqueurs de ce conflit. Il démissionne le 12 avril 1923, trois mois avant la fin de la guerre civile. 
Après sa démission, il part à Paris pour des raisons de santé en 1931 puis revient en 1932 pour la convention du PL, qui le choisit comme candidat à l'élection présidentielle.

### 2eprésidence de la République
Le 15 août 1932, il retrouve les fonctions de président de la République. Moins d'un mois après son entrée en fonction, il déclenche la guerre du Chaco, opposant son pays à la Bolivie. Il s'implique particulièrement dans ce conflit, visite à plusieurs reprises le champ de bataille et entretient une étroite collaboration avec le commandant en chef de l'Armée de terre paraguayenne et futur président, le général José Félix Estigarribia. Pendant la guerre, trois piliers guident sa présidence, soit une coordination stratégique et étroite avec le chef de l'armée, une administration fiscale supportant l'effort de guerre et une politique diplomatique favorisant le retour à la paix.  
Malgré son infériorité numérique et ses carences en équipement militaire, le Paraguay réussit à vaincre la Bolivie dans ce conflit et pourra ainsi doubler sa superficie plus tard en 1938 lors de la signature d'un traité de paix. Il se trouve donc affublé du surnom de « Président de la Victoire ». 
Après la guerre, il est déposé par un coup d'État militaire le 17 février 1936, quelques mois avant la fin de son mandat. Il est arrêté puis exilé, et s'installe à Buenos Aires accompagné du général Estigarribia. Il y pratique le droit. Il meurt le 4 juin 1942 à Buenos Aires. Ses restes sont rapatriés au Paraguay le 28 septembre 1992 et transférés au Panthéon national des héros. Sa ville natale de Barrero Grande (es) sera éventuellement rebaptisée Eusebio Ayala, en son honneur. 